# Нижняя Ханавэйяха
Нижняя Ханавэйяха — река в России, протекает по территории Ямало-Ненецкого автономного округа. Устье реки находится в 64 км по правому берегу реки Малая Тотыдэоттаяха. Длина реки составляет 50 км.

## Данные водного реестра
По данным государственного водного реестра России относится к Нижнеобскому бассейновому округу, водохозяйственный участок реки — Таз. Речной бассейн реки — Таз.
Код объекта в государственном водном реестре — 15050000112115300071094.